# Canarill de Claverol
El Canarill de Claverol és una serra interna del municipi de Conca de Dalt, antigament de l'antic terme de Claverol. Conté el cim de Claverol, vèrtex geodèsic 261085001, i està situat des del nord-est al sud-est del poble de Claverol (Conca de Dalt).